# Estació terrestre

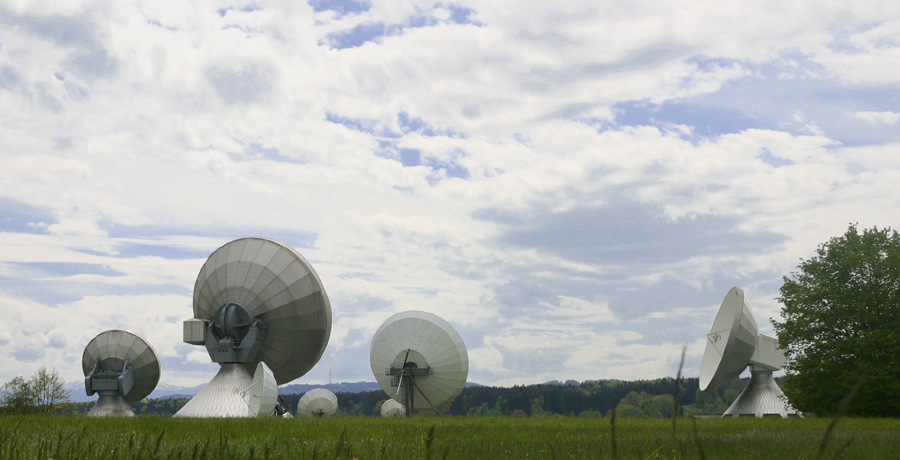
L'estació terrestre de satèl·lits de Raisting és la major instal·lació de comunicacions per satèl·lit a Alemanya.

Una estació terrestre, estació de terra, o terminal terrestre és una estació de ràdio terrestre dissenyada per a telecomunicacions extraplanetàries amb naus espacials (part del segment terrestre del sistema de la nau espacial), o la recepció d'ones de ràdio de fonts de ràdio astronòmiques. Les estacions terrestres poden estar situades a la superfície de la Terra, o en la seva atmosfera. Les estacions terrestres es comuniquen amb la nau espacial per transmissió i recepció d'ones de ràdio en bandes de freqüències super altes o extremadament altes (p.ex., microones). Quan una estació terrestre transmet amb èxit ones de ràdio per a una nau espacial (o viceversa), estableix un enllaç de telecomunicacions. Un dispositiu de telecomunicacions principal de l'estació de terra és lantena parabòlica.
Les estacions terrestres poden tenir una posició fixa o bé itinerant. L'Article 1 § III del ITU Radio Regulations descriu diversos tipus d'estacions terrestres fixes i mòbils, i les seves interrelacions.
Les estacions terrestres de satèl·lit especialitzades s'utilitzen per telecomunicar amb satèl·lits—principalment satèl·lits de comunicacions. Altres estacions de terra es comuniquen amb estacions espacials tripulades o sondes espacials robòtiques. Una estació de terra que rep principalment dades de telemetria, o que segueix un satèl·lit que no es troba en òrbita geoestacionària, s'anomena estació de seguiment.
Quan un satèl·lit es troba dins d'una línia de visió d'una estació de terra, es diu que l'estació té una vista de satèl·lit (vegeu passada). És possible per a un satèl·lit comunicar-se amb més d'una estació de terra alhora. Un parell d'estacions de terra tenen un satèl·lit en vista mútua quan les estacions comparteixen un contacte de visió simultani i sense obstacles amb el satèl·lit.